# Tripticene
Il tripticene (nomi sistematici: 9,10-diidro-9,10-o-benzenoantracene o 9,10-diidro-9,10-[1',2']benzenoantracene) è un idrocarburo aromatico pentaciclico, il più semplice dei tripticeni, avente formula molecolare C20H14 e formula semistrutturale C2H2(C6H4)3.
In condizioni ambiente si presenta come cristalli incolori o polvere bianca se puro, ma giallo-beige o grigio in campioni commerciali; fonde a 252-254 °C ed è solubile in solventi idrocarburici e in genere in solventi organici poco polari.

## Storia ed etimologia
Il tripticene venne sintetizzato da Paul D. Bartlett e collaboratori nel 1942, che lo denominò così da «The triptych of antiquity», un libro in tre parti legate da un asse di fissaggio.

## Proprietà e struttura molecolare
Il tripticene, come gli idrocarburi aromatici in genere, è un composto endotermico: ΔHƒ° = +217,1 ± 1,3 kJ/mol.
La molecola del tripticene può immaginarsi derivata dall'unione di tre gruppi o-fenilene (o-C6H4), con i loro piani orientati reciprocamente a 120°, con due gruppi metinici (C-H) posti a testa di ponte; oppure, si può considerarla come risultante dalla fusione di tre anelli benzenici sui tre doppi legami del barrelene; come per quest'ultimo, la sua simmetria molecolare è alta e corrisponde al gruppo puntuale D3h e, come tale, è in sé achirale.
Gli anelli aromatici planari e la struttura a gabbia rendono la molecola rigida e simile a una sorta di «ruota a tre pale». Tale disposizione lascia in mezzo un notevole volume vuoto tra gli anelli aromatici; per questa caratteristica e per la rigidità, la struttura del tripticene è stata considerata una «impalcatura molecolare» basilare per molte aree di ricerca, quali la chimica dei polimeri, la chimica dei materiali, macchine o motori molecolari, gabbie nanometriche, chimica farmaceutica, chimica dei peptidi, assemblaggio molecolare, chimica host-guest e inoltre per la catalisi.
La struttura del tripticene allo stato solido è stata indagata con la diffrazione dei raggi X su un monocristallo. Il tripticene cristallizza nel sistema ortorombico, gruppo spaziale P212121; la cella elementare contiene 4 molecole (Z = 4) e i suoi parametri sono a = 807,98 pm, b = 816,45 pm, c = 2037,78 pm.